# Malnaș
Malnaș (in ungherese Málnás) è un comune della Romania di 1143 abitanti, ubicato nel distretto di Covasna, nella regione storica della Transilvania.
Il comune è formato dall'unione di 3 villaggi: Malnaș, Malnaș-Băi, Valea Zălanului.
Nel 2004 i villaggi di Bixad e Micfalău si sono staccati dal comune di Malnaș, andando a formare ciascuno un comune autonomo.